# مارسلو سارواس
مارسلو سارواس (به پرتغالی: Marcelo Fazzio Sarvas) هافبک اهل برزیل است که در شهر سائوپائولو و در تاریخ ۱۶ اکتبر ۱۹۸۱ به دنیا آمده‌است.
مارسلو سارواس در تیم‌های فوتبال کورینتیانس سابقهٔ حضور دارد.